# Lukas Sinkiewicz
Lukas Sinkiewicz (født 9. oktober 1985 i Tychy, Polen) er en tysk tidligere fodboldspiller af polsk afstamning, der spillede som forsvarsspiller. Han spillede gennem karrieren for blandt andet FC Augsburg, FC Köln og Bayer Leverkusen.

## Landshold
Sinkiewicz nåede at spille tre kampe for Tysklands landshold, som han debuterede for den 3. september 2005 i et opgør mod Slovakiet.